# Carl Hinrich Hering
Carl Hinrich Hering (wirksam zwischen 1695 und 1736) war ein deutscher Strohintarsiator.

## Leben und Werk
Über Carl Hinrich Herings Leben ist wenig bekannt. Eduard Hach fand heraus, dass Hering in den 1690er Jahren in Taufregistern in Lübeck als Kindsvater genannt wird mit der Berufsangabe Strohschachtelmacher.
In seiner Werkstatt entstanden zahlreiche Strohmarketerie-Objekte, vor allem Schachteln und Dosen, die mit figürlichen Darstellungen aus gefärbten und polierten Strohhalmen belegt sind und wohl als Galanteriewaren und Hochzeitsgeschenke dienten. Im religiösen Bereich schuf er Buchdeckel für Bibeln und Gesangbücher sowie Andachtstafeln.
Andrew Renton veröffentlichte 1999 eine erste umfassende Studie der Werkstatt und konnte ihr 30 Stücke zuordnen. Seither sind weitere Stücke identifiziert worden, so der Kabinettschrank von 1712, der 2017 im Kunsthandel für das St.-Annen-Museum in Lübeck erworben werden konnte, und eine Strohmarketerie-Dose aus der Schwarzwaldsammlung von Oskar Spiegelhalder im Franziskanermuseum in Villingen-Schwenningen.

## Weitere Mitglieder der Werkstatt
Neben den Stücken, die mit CHH signiert sind, finden sich in europäischen Sammlungen auch solche, die mit CFVH und FBVH signiert und zwischen 1714 und 1736 datiert sind. Es ist anzunehmen, dass es sich um Söhne, Töchter oder andere nahe Verwandte von Carl Hinrich Hering handelt. C.F.V. Hering gab neben der Jahreszahl auch einen Ort an; er war in Braubach, Leiden und London tätig.

## Werke (Auswahl)

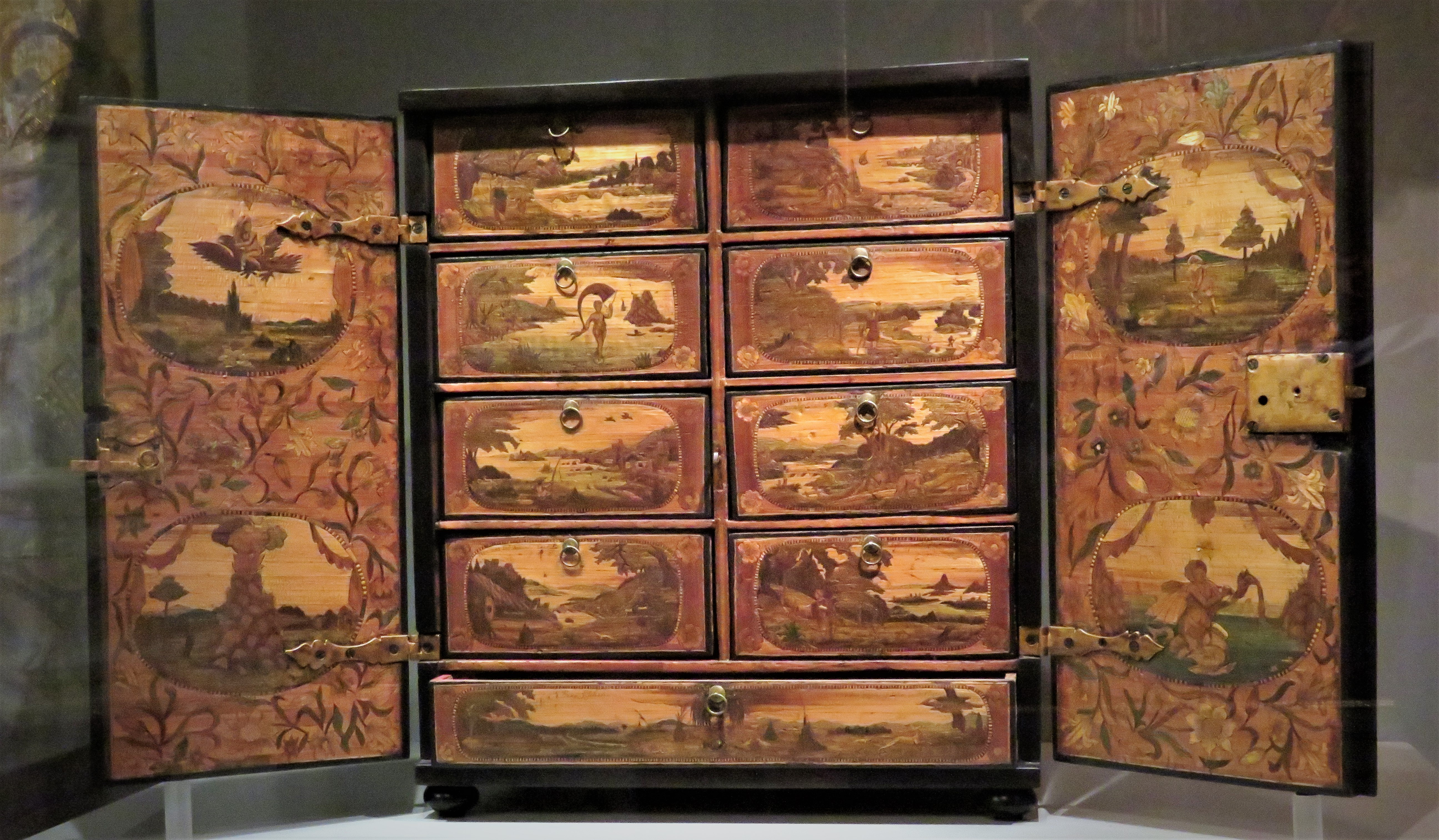
Kabinettschrank (1712)
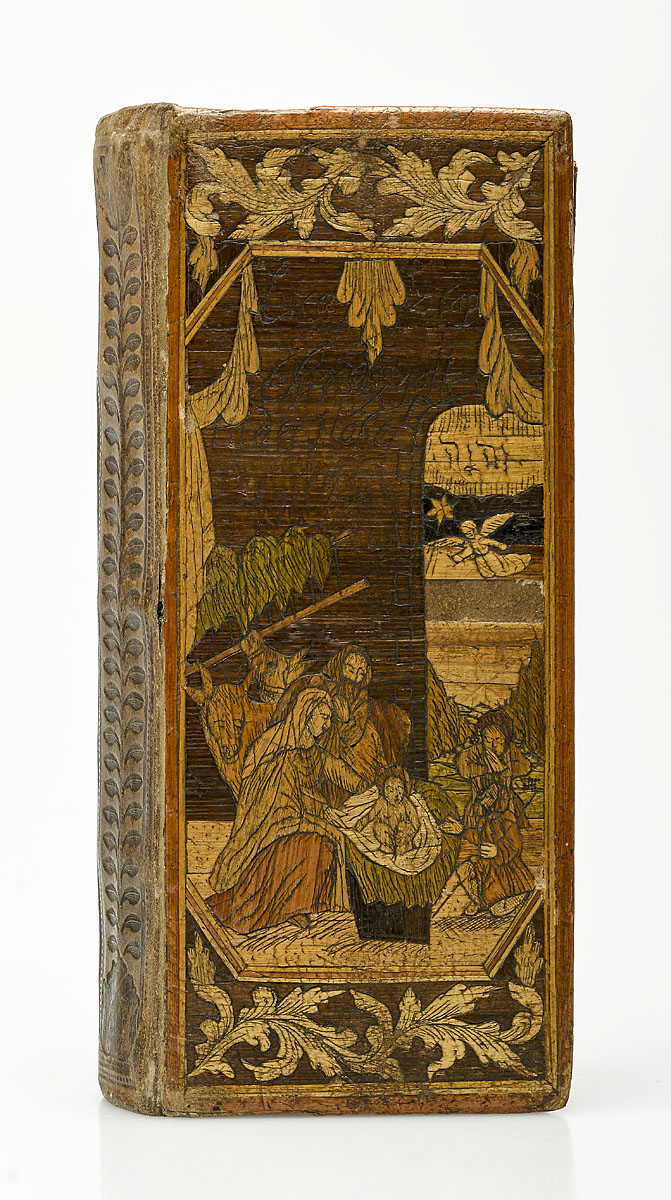
Gesangbucheinband
Gesangbucheinband

- Rostocker Gesangbuch mit Strohmosaik-Einband (1710), Museum für Kunst und Gewerbe Hamburg[4]
- Kabinettschrank (1712), St.-Annen-Museum
- Kästchen mit Lautenspielerin (1714), Volkskundemuseum in Schönberg[5]
- Kästchen mit Legionär (1716), Kunstgewerbemuseum Berlin[6]
- Kästchen (1723), Germanisches Nationalmuseum Nürnberg[7]
- Spielbrett mit Strohauflagen, Würfelbecher, Würfel, Spielsteine (Braubach 1724), Hessisches Landesmuseum (Kassel)[8]
- Spielmarkenkassette (London 1732, CFVH), Schloss Herrenhausen[9]
- Box and lid (London 1732, CFVH), Victoria and Albert Museum[10]